# Миття рук

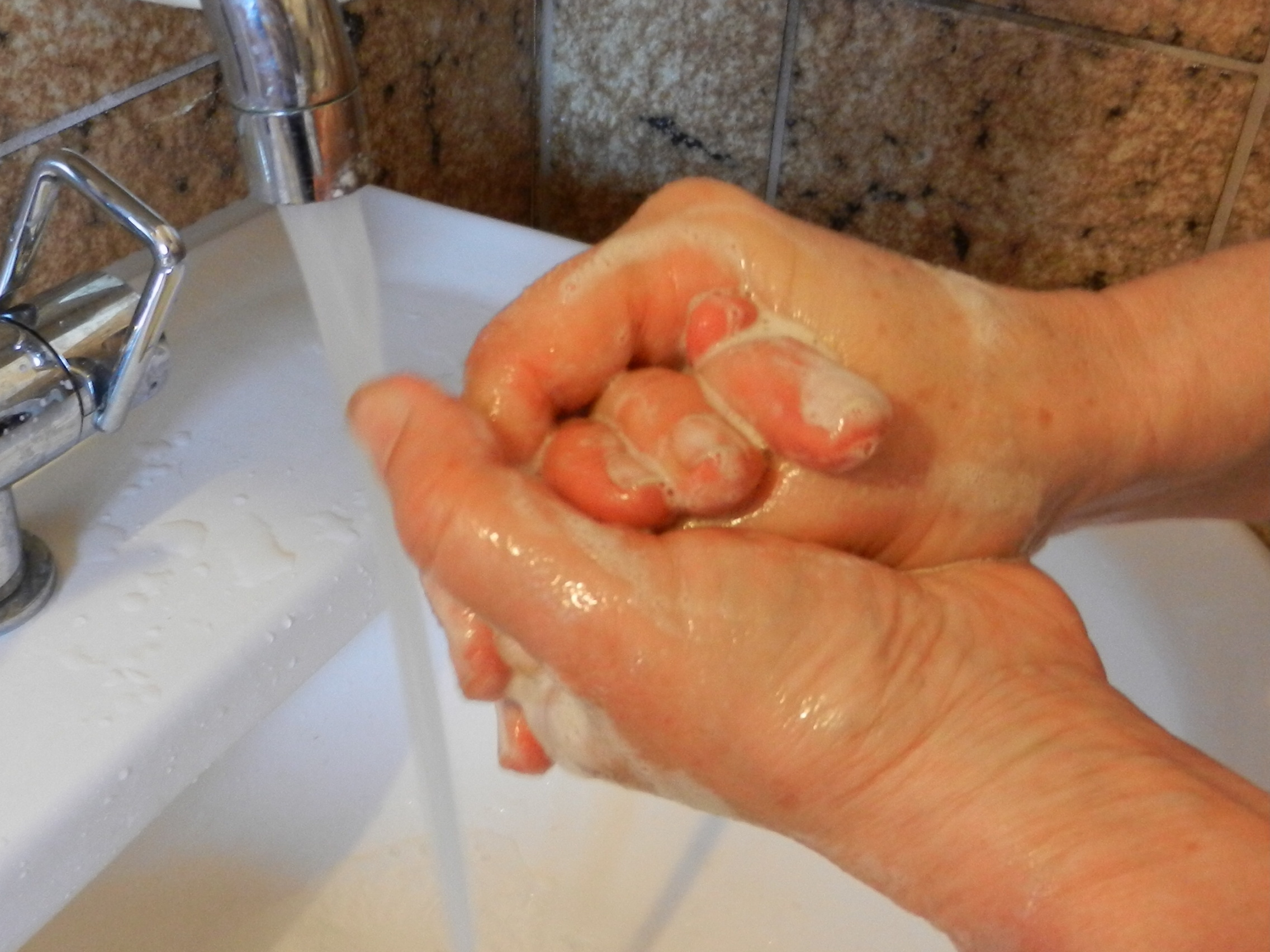
Миття рук з милом

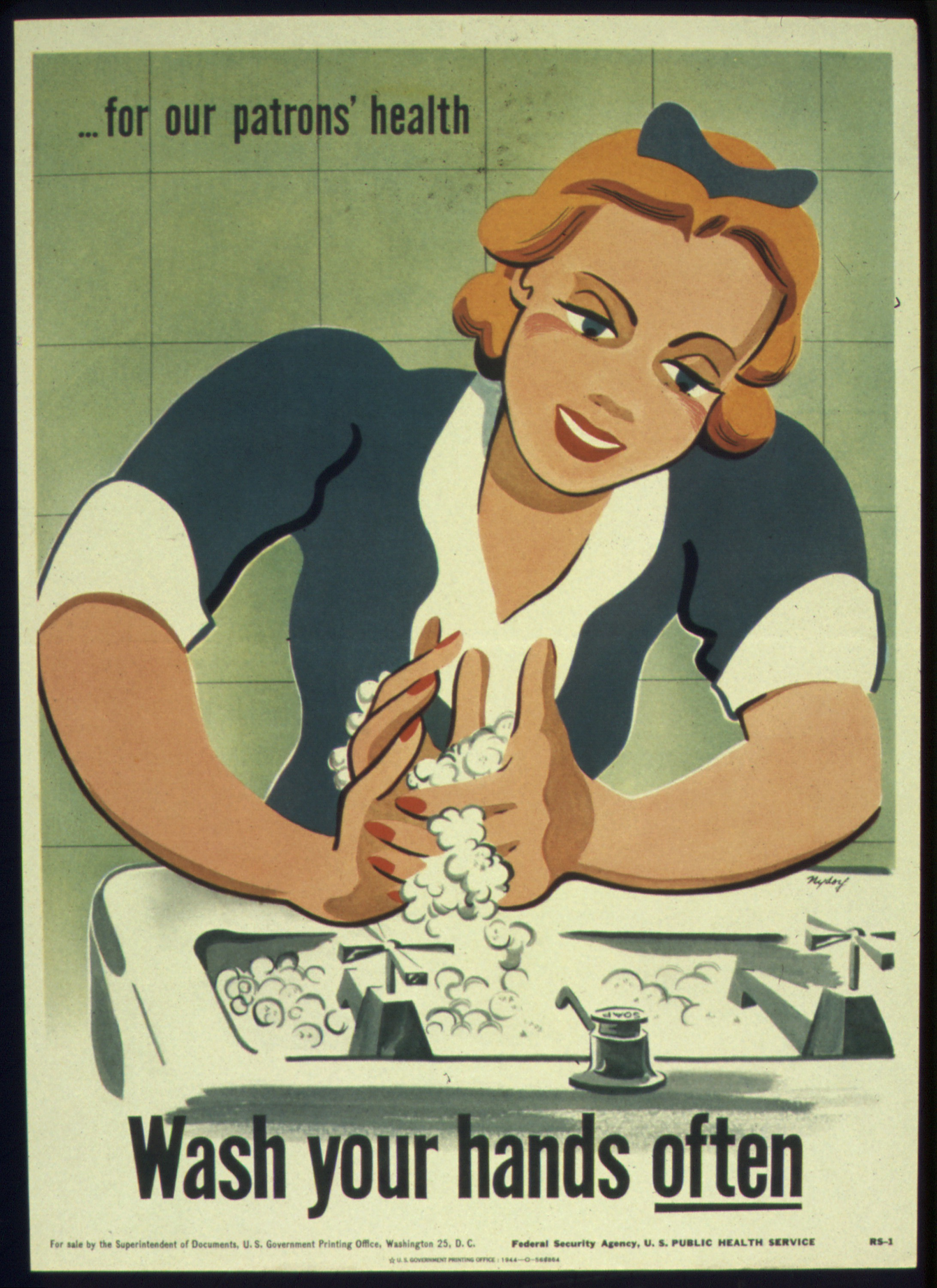
«Часто мийте руки» — плакат зі США часів Другої світової війни

Миття рук або гігієна рук — процедура обробки рук з метою усунення забруднення, поту, бактерій та інших мікроорганізмів. Миття рук знижує ризики респіраторних вірусних інфекцій, зокрема грипу та ГРВІ. Можна також уникнути діареї, якщо ретельно мити руки.
Випадки, коли критично важливо мити руки з милом: до, під час і після приготування їжі, перед споживанням їжі, до і після догляду за хворим, до і після обробки порізів або ран, після туалету, після заміни підгузків або прибирання за дитиною, яка скористалася туалетом, після видування носу, кашлю або чхання, після того, як ви торкались тварин або корму для тварин, прибирали за твариною, після того, як винесли сміття. Найкращий спосіб зменшити кількість мікробів на руках в більшості випадків — мити їх з милом і водою впродовж 20 секунд. Якщо мило та вода недоступні, можна використовувати засіб для рук, який містить щонайменше 60 % спирту.
Гігієна рук у медицині є важливою процедурою, що проводиться перед будь-яким хірургічним втручанням з метою попередження інфікування хірургічної рани пацієнта та одночасного захисту персоналу від інфекцій. Вона передбачає не лише звичайне миття рук, але й хірургічне — з використанням спеціального антимікробного засобу для ліквідації мікроорганізмів.

## Громадське здоров'я

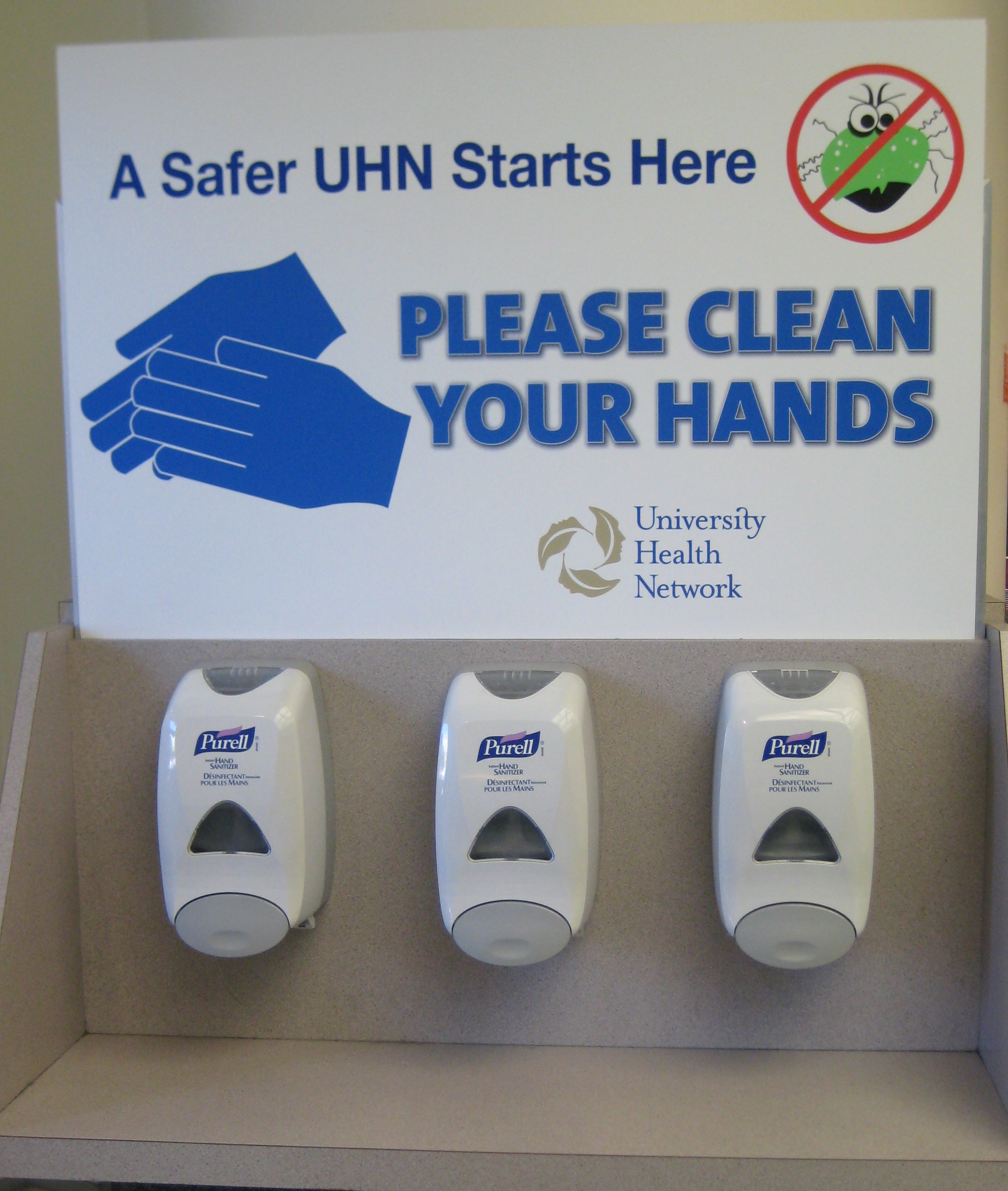
Станція очищення рук на вході в Загальна лікарня в Торонто

### Користь для здоров'я
Миття рук має багато переваг для здоров'я, зокрема:
- Мінімізує поширення грипу.[3]
- Запобігає виникненню інфекційних причин діареї.[4]
- Зменшує поширення респіраторних інфекцій.[5]
- Знижує рівень дитячої смертності при пологах вдома[en].[6]

Дослідження 2013 року показало, що вдосконалення практики миття рук може призвести до невеликих поліпшень зростання дітей віком до п'яти років.
У країнах, що розвиваються, дитячу смертність, пов'язану з респіраторними та діарейними захворюваннями, можна зменшити, запровадивши прості зміни в поведінці, наприклад, миття рук з милом. Ця проста дія може знизити рівень смертності від цих захворювань майже на 50 %.
Пропаганда миття рук може зменшити кількість випадків діареї приблизно на третину, і це можна порівняти із ефектом від забезпечення чистою водою в районах з низьким рівнем доходу. 48 % скорочень кількості випадків діареї можуть бути пов'язані з миттям рук з милом.
Миття рук з милом є найбільш ефективним і недорогим способом профілактики діареї і гострих респіраторних інфекцій (ГРІ), і є автоматичною поведінкою в будинках, школах і громадах по всьому світу. Пневмонія, поширене ГРЗ, є причиною смертності серед дітей до п'яти років, забираючи життя приблизно 1,8 мільйона дітей на рік. Діарея та пневмонія разом є причиною майже 3,5 мільйона дитячих смертей щорічно. За даними ЮНІСЕФ, перетворення на вкорінену звичку миття рук з милом перед їжею та після користування туалетом може врятувати більше життів, ніж будь-яка окрема вакцина чи медичне втручання, зменшивши смерть від діареї майже наполовину та смерть від ГРВІ на одну чверть. Миття рук, як правило, входить у комплекс із іншими заходами санітарії.
Миття рук також захищає від імпетиго, яке передається при прямому фізичному контакті.

### Побічні ефекти
Незначний побічний ефект миття рук полягає в тому, що часте миття рук може призвести до пошкодження шкіри через пересихання шкіри. У данському дослідженні 2012 року було встановлено, що надмірне миття рук може призвести до сверблячого, лускатого стану шкіри, відомого як екзема рук або дерматит рук, що особливо часто зустрічається серед медичних працівників. Занадто часте миття рук також сприймається як один із симптомів обсесивно-компульсивного розладу (ОКР).

### Коли рекомендовано мити руки

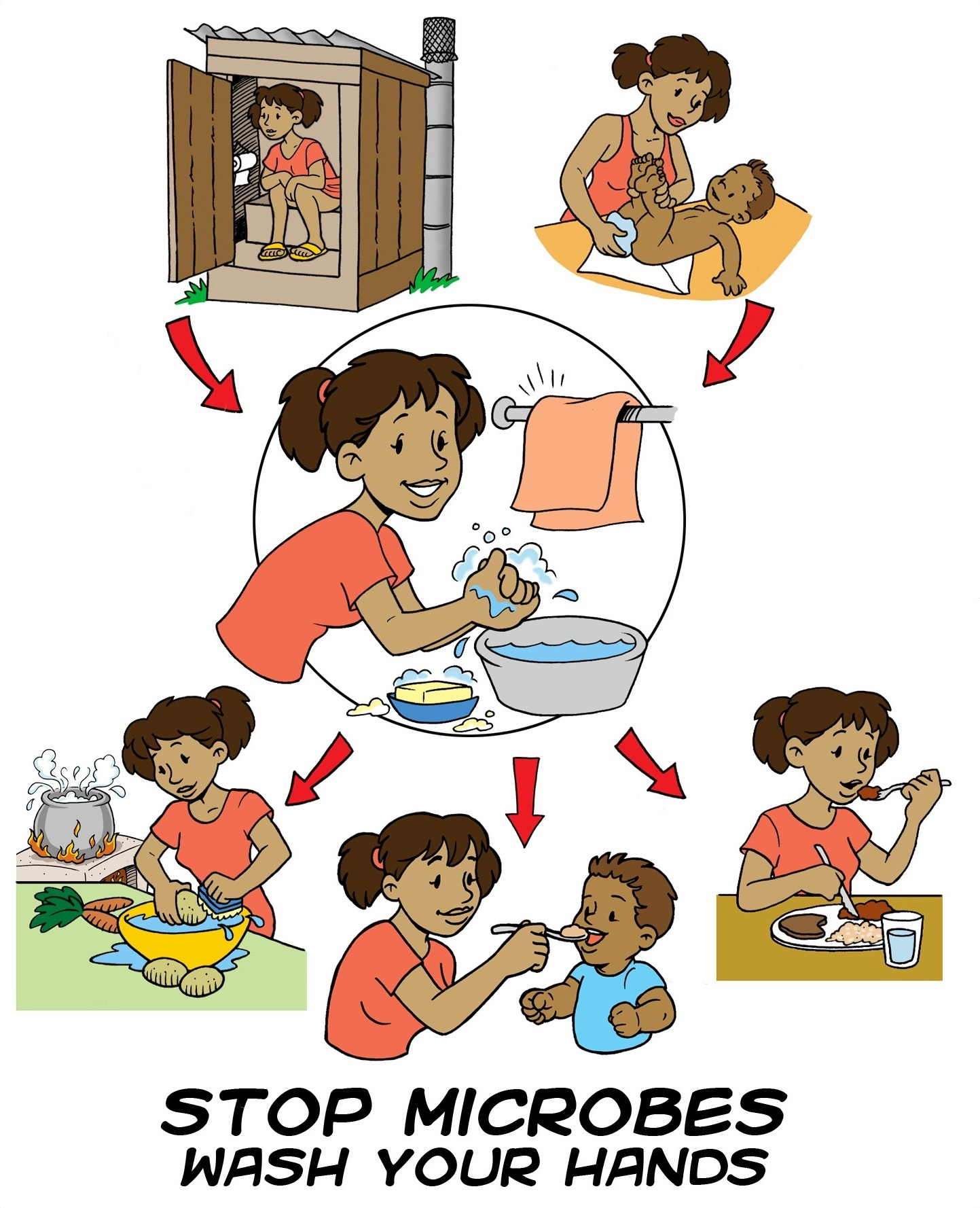
Плакат із зазначенням критичних моментів, коли руки потрібно мити, щоб зменшити поширення хвороби

Упродовж дня є п'ять критичних моментів, коли миття рук з милом важливе для зменшення фекально-оральної передачі захворювань: після користування туалетом (сечовипускання, дефекація), після підтирання дитини (зміна підгузків), перед годуванням дитини, перед вживання їжі та до / після приготування їжі або обробки сирого м'яса, риби чи птиці. Інші випадки, коли слід застосовувати правильну техніку миття рук, щоб запобігти передачі захворювання, включають: до та після лікування порізу чи рани; після чхання, кашлю або висякання; після роботи з тваринами або тваринними відходами; і після торкання до сміття.

### Зміна поведінки
У багатьох країнах низький рівень миття рук з милом. Дослідження миття рук у 54 країнах у 2015 році показало, що в середньому 38,7 % домогосподарств практикували миття рук з милом.
Дослідження 2014 року показало, що в Саудівській Аравії найвищий показник — 97 відсотків; Сполучені Штати біля середини із 77 відсотками; та Китай з найнижчою часткою — 23 відсотки.
Зараз існує декілька методик зміни поведінки для збільшення рівня миття рук з милом у критичні моменти.
Групове миття рук для школярів у встановлений час доби є одним із варіантів у країнах, що розвиваються, щоб вкоренити миття рук у поведінці дітей. «Основна програма охорони здоров'я», яку реалізує Міністерство освіти у Філіппінах, є прикладом масштабних заходів щодо сприяння здоров'ю та освіті дітей. Дегельмінтизація двічі на рік, що доповнюється миттям рук щодня милом і щоденним чищення зубів з фтором, є основою цієї національної програми. Вона також успішно реалізовується в Індонезії.

## Засоби для миття

### Мило та мийні засоби
Видалення мікроорганізмів із шкіри посилюється додаванням у воду мила чи мийних засобів. Основна дія мила та мийних засобів — усунення бар'єрів для розчинення та підвищення розчинності. Вода сама по собі є неефективним засобом для очищення шкіри, оскільки жири та білки, що є компонентами органічного ґрунту, не так легко розчиняються у воді.

#### Тверде мило
Через свою багаторазову природу, тверде мило може містити бактерії, залишені на ньому під час попередніх використань. Невелика кількість досліджень, які вивчали перенесення бактерій із забрудненого твердого мила, дійшли висновку, що перенесення малоймовірне, оскільки бактерії змиваються з піною. CDC все ще зазначає, що «варто віддавати перевагу рідкому милу з бездотиковим дозуванням».

#### Антибактеріальне мило
Антибактеріальні мила широко рекламуються. Серед поширених антибактеріальних засобів, що використовуються в антибактеріальному милі, наприклад, триклозан, до якого є стійким широкий перелік штамів організмів. Окрім поверхнево-активної речовини та засобів захисту шкіри, до формули мила можуть входити кислоти (оцтова кислота, аскорбінова кислота, молочна кислота) як регулятори рН, антимікробно активна бензойна кислота та інші кондиціонери (алое вера, вітаміни, ментол, рослинні екстракти).
Комплексний аналіз Школи охорони здоров'я Орегонського університету показав, що для запобігання захворювань та видалення бактерій з рук звичайне мило настільки ж ефективне, як і антибактеріальні мила споживчого призначення, що містять триклозан.

### Вода
Гаряча вода комфортної для миття рук температури недостатньо гаряча, щоб знищити бактерії. Бактерії розмножуються набагато швидше при температурі тіла (37 °C). Однак тепла вода з милом є більш ефективною, ніж холодна мильна вода для видалення природних олій, що містять бактерії. Наукові дослідження показали, що вживання теплої води не впливає на зменшення мікробного навантаження на руки.

### Антисептики

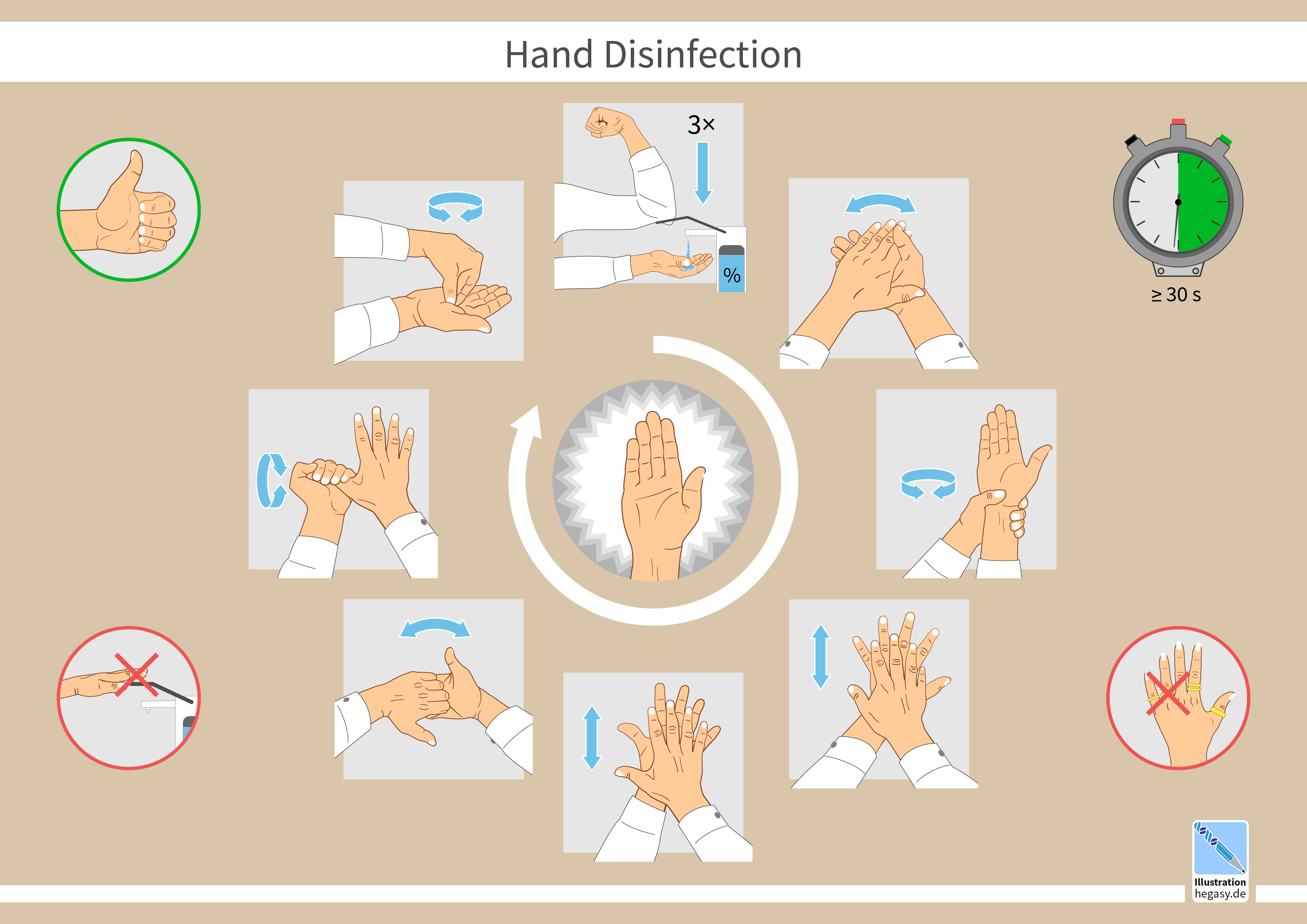
Процедура дезінфекції рук згідно з німецьким стандартом DIN EN 1500

Дезінфікувальний засіб для рук або антисептик для рук — гігієнічний засіб для рук на основі води. Наприкінці 90-х років і на початку XXI століття набрали популярності засоби для гігієни рук не на основі води, а на основі алкоголю. Більшість з них виготовлені на ізопропіловому спирті або етанолі, до яких додано загусники на зразок карбомера (полімер акрилової кислоти), що перетворює засіб на гель, або зволожувальні засоби як-от гліцерин (рідкі або пінисті засоби) для зручності використання та зменшення ефекту сушіння від алкоголю. Додавання розведеного перекису водню ще більше збільшує антимікробну активність.
Дезінфікувальні засоби для рук, що містять мінімум від 60 до 95 % спирту, є ефективними засобами проти мікробів. Вони знищують мультирезистентні бактерії (MRSA та VRE), туберкульозну паличку та деякі віруси (включаючи ВІЛ, герпес, HRSV, риновірус, вакцинію, грип та гепатити) та гриби. Засоби дезінфікування алкоголем, що містять 70 % алкоголю, знищують 99,97 % бактерій на руках через 30 секунд після нанесення та від 99,99 % до 99,999 % бактерій на руках за 1 хв. після застосування.
Засоби дезінфекції рук найбільш ефективні проти бактерій і менш ефективні проти деяких вірусів. Дезінфікувальні засоби на основі алкоголю майже повністю неефективні проти вірусів норовірусу або вірусів типу Norwalk — найпоширенішої причини заразного гастроентериту.
Потрібно використовувати антисептик у достатній для ретельного зволоження або намащення обох рук кількості. У верхню і нижню частини обох рук, а також між пальцями і в кінчики всіх пальців, рідину, піну чи гель необхідно втирати приблизно 30 секунд, поки вони не висохнуть.
За рекомендаціями Центру контролю та профілактики захворювань США краще мити руки, ніж дезінфікувати, — особливо коли руки помітно брудні. Популярність використання дезінфектантів базується на простоті їх використання та активній боротьбі з мікроорганізмами; однак вони не повинні заміщувати належне миття рук (хіба що мило та вода недоступні).
Часте використання дезінфікувальних засобів на основі алкоголю може спричинити сухість шкіри, якщо до складу формули не додаються зволожувачі. Сушильну дію алкоголю можна зменшити або усунути, додавши до формули гліцерин та / або інші зволожувальні засоби. У ході клінічних випробувань дезінфікувальні засоби на основі алкоголю, що містять зволожувачі, викликали істотно менше подразнення та сухість шкіри, ніж мила чи протимікробні мийні засоби. Алергічний контактний дерматит, синдром контактної кропив'янки або підвищена чутливість до алкоголю або добавок, присутніх в спиртах кистей рук, зустрічаються дуже рідко.
Незважаючи на свою ефективність, неводні засоби не очищають руки від органічного матеріалу, а просто дезінфікують їх. Саме з цієї причини засоби для дезінфекції рук не настільки ефективні у запобіганні поширенню багатьох патогенів, як мило та вода, оскільки збудники все ще залишаються на руках.
Ефективність дезінфікувального засобу, що не містить алкоголю, сильно залежить від інгредієнтів та рецептури, й історично значно нижча, ніж в алкоголю. Нещодавні тестування препаратів, що використовують хлорид бензалконію, показало, що вони мають стійку і кумулятивну антимікробну активність після застосування, на відміну від алкоголю, який показав зниження ефективності після повторного вживання, ймовірно, через прогресуючі несприятливі шкірні реакції.

### Зола чи грязь
Багато людей з малозабезпечених громад не можуть дозволити собі мило та використовувати натомість золу та ґрунт. Попіл або ґрунт можуть бути ефективнішими, ніж сама вода, але менш ефективними, ніж мило. Одна з проблем полягає в тому, що якщо ґрунт або зола забруднені мікроорганізмами, це може збільшити поширення хвороби, а не зменшити її. Як мило, зола також є дезінфікувальним засобом, оскільки при контакті з водою вона утворює лужний розчин. ВООЗ рекомендує золу або пісок як альтернативу милу, коли мило недоступне.

## Методика
Правильна техніка миття рук, рекомендована Центром контролю захворювань США для запобігання передачі хвороби, включає наступні етапи:
1. Намочіть руки теплою або холодною проточною водою.[43] CDC рекомендує проточну воду, оскільки стоячі басейни можуть бути забруднені, але гаряча вода чи холодна, схоже, не має значення.[44]
2. Нанесіть миючий засіб так, щоб він покривав усю поверхню кистей рук та зап'ястя, мийте також між пальцями та під нігтями. Мило знімає мікроби з шкіри, і дослідження показують, що люди, як правило, миють руки ретельніше, коли використовують мило, а не лише воду.
3. Мийте руки не менше 20 секунд. Розтирання рук допомагає виводити мікроби з шкіри, чищення довший час видаляє більше мікробів.
4. Добре промийте руки під проточною водою. Полоскання в застійній воді може наново забруднити руки.
5. Просушіть чистим рушником або дайте висохнути на повітрі. Мокрі і вологі руки легше забруднюються.

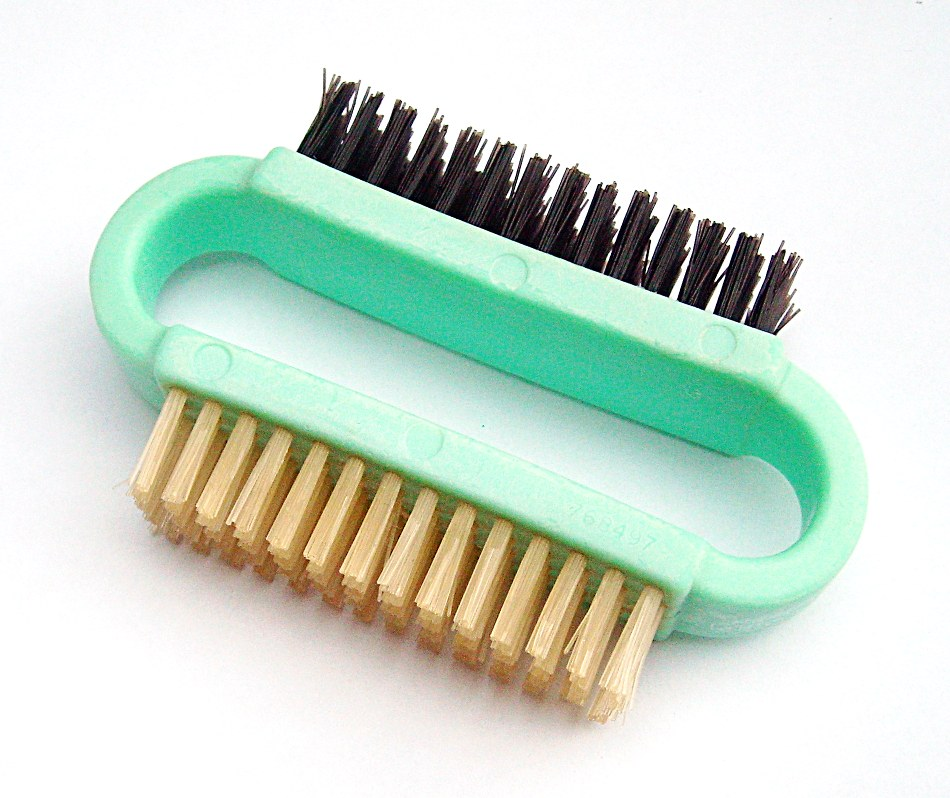
Щіточка для миття під нігтями

Ділянки, які пропускають найчастіше — великий палець, зап'ястя, ділянки між пальцями та під нігтями. Штучні нігті та злущений лак для нігтів можуть накопичувати мікроорганізми. Часто рекомендують використовувати зволожувальний лосьйон, щоб руки не пересихали; сухість шкіри може призвести до пошкодження шкіри, що може збільшити ризик передачі інфекції.

### Сушіння рушниками або сушарками для рук
Ефективне сушіння рук є важливою частиною процесу гігієни рук, однак існує певна дискусія щодо найефективнішої форми сушіння у громадських санвузлах. Дедалі більше досліджень свідчать, що паперові рушники набагато гігієнічніші, ніж електричні сушарки для рук, зустрічаються у багатьох санвузлах.
У 2008 році Вестмінстерський університет (Лондон) за фінансування паперово-рушникової торгової асоціації European Tissue Symposium провів дослідження з порівняння рівнів гігієни при використанні паперових рушників, сушарок з теплим повітрям та більш сучасними струменевими повітряними сушарками (jet-air dryer) для рук. Ключові результати:
- Після миття та сушіння рук сушаркою із теплим повітрям загальна кількість бактерій збільшується в середньому на подушечках пальців на 194 %, а на долонях — на 254 %.
- Висушування сушаркою із струменем повітря призвело до збільшення в середньому загальної кількості бактерій на подушечках пальців на 42 % та на долонях на 15 %.
- Після миття та сушіння рук паперовим рушником загальна кількість бактерій зменшилася в середньому на подушечках пальців до 76 %, а на долонях — до 77 %.

Вчені також провели випробування, щоб встановити, чи існує потенціал для перехресного забруднення інших користувачів умивальної кімнати та навколишнього середовища умивальної кімнати в результаті кожного типу методу сушіння. Вони встановили, що:
- Струменева сушарка, яка виводить повітря з агрегату зі швидкістю 180 м/с, здатна викинути мікроорганізми з рук та пристрою і, можливо, забруднити інших користувачів умивальної кімнати та навколишнього середовища умивання на відстані до 2 метрів.
- Використання сушарки з теплим повітрям розповсюджує мікроорганізми на відстані 0,25 метра від сушарки.
- Паперові рушники не показали значного поширення мікроорганізмів.

У 2005 році в дослідженні, проведеному TÜV Produkt und Umwelt, були оцінені різні методи сушіння рук. Виявлено наступні зміни в кількості бактерій після висихання рук:
| Спосіб сушіння             | Вплив на кількість бактерій |
| -------------------------- | --------------------------- |
| Паперові рушники та рулони | Зниження на 24 %            |
| Сушарка з гарячим повітрям | Збільшення на 12 %          |

### Миття рук серветками
Антибактеріальні серветки зволожені одним або декількома біоцидами: спиртом, хлоргексидином, «кватами» (бензалконію хлорид, алкілметилбензилхлорид амонію) і кондиціонерами для шкіри та ароматизаторами. Серветки поставляються в компактному пакеті або коробці, деякі антибактеріальні серветки призначені для дезінфекції медичних засобів, наприклад, хлоргексидинові.
Миття рук за допомогою санітарно-гігієнічних серветок — це альтернатива під час подорожі за відсутності мила та води. Дезінфікувальний засіб для рук на основі алкоголю повинен містити не менше 60 % спирту.

## Медичне використання

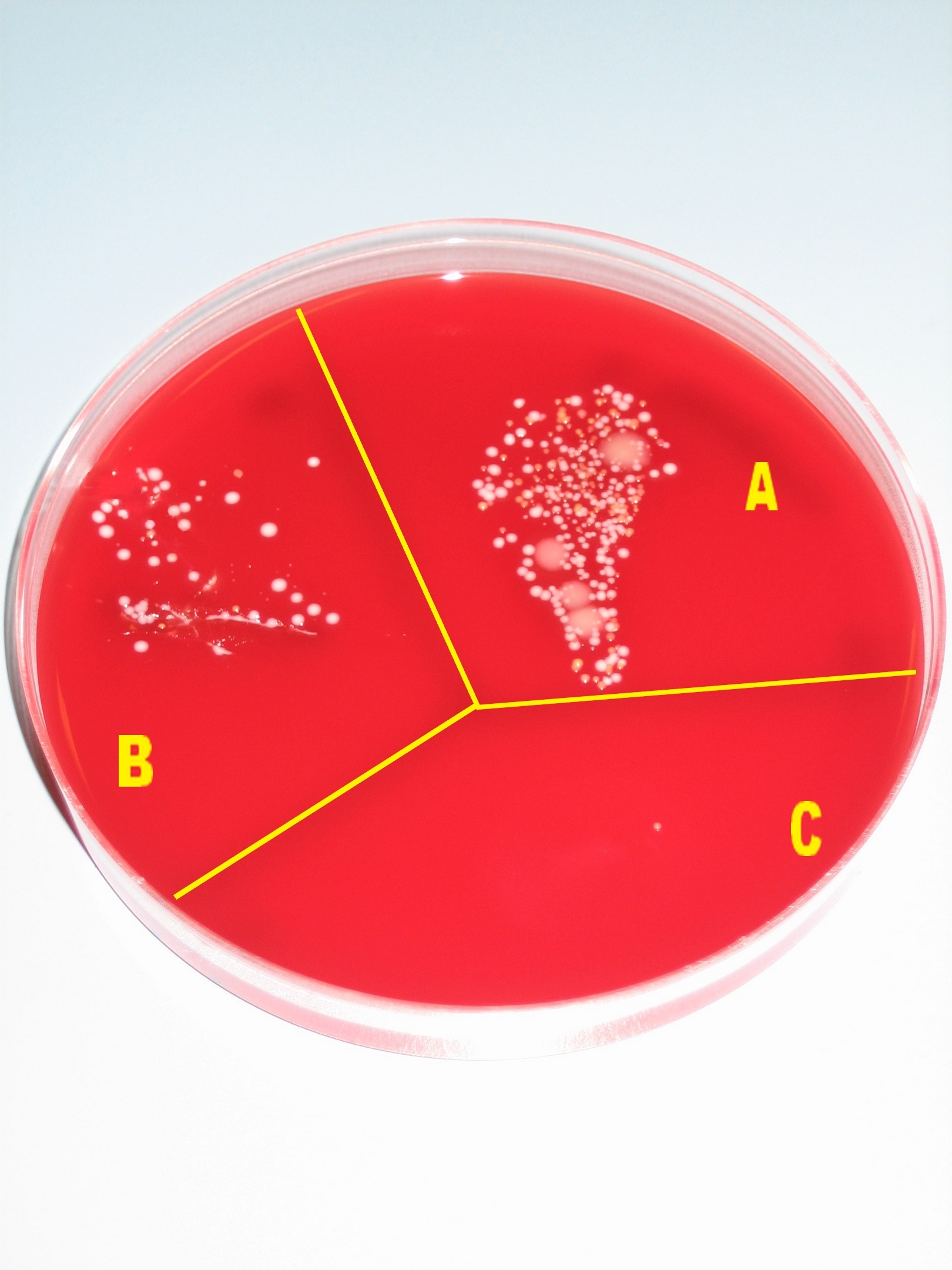
Мікробний ріст на культиваційній пластині без процедур (A), після миття рук з милом (B) та після дезінфекції спиртом (C).

Медичне миття рук стало обов'язковим задовго після того, як угорський лікар Ігнац Земмельвейс виявив його ефективність (у 1846 р.) для запобігання захворювань у лікарняних умовах. Розроблені електронні пристрої, які нагадують працівникам лікарні мити руки, коли вони забудуть; в одному дослідженні було встановлено зниження рівня зараження при їх застосуванні.

### Методика
Медичне миття рук триває не менше 15 секунд, з використанням великої кількості мила та води або гелю, і передбачає натирання та протирання кожної частини рук. Руки слід розтирати, замикаючи пальці. Якщо під нігтями є бруд, для його видалення можна використовувати щіточку. Оскільки мікроби можуть залишатися у воді на руках, важливо добре промити їх і витерти насухо чистим рушником. Після витирання рук, паперовим рушником слід закрити воду (та при необхідності відкрити вихідні двері). Це дозволяє уникнути повторного забруднення рук з цих поверхонь.
Мета миття рук у лікувальних закладах — видалити хвороботворні мікроорганізми (патогени) та уникнути їх передачі. The New England Journal of Medicine повідомляє, що миття рук залишається на неприйнятному рівні в більшості медичних середовищ, оскільки велика кількість лікарів і медсестер часто забувають мити руки, перш ніж торкатися пацієнтів, передаючи таким чином мікроорганізми. Одне дослідження показало, що правильне миття рук та інші прості процедури можуть знизити частоту інфекцій крові, пов'язаних з катетером, на 66 відсотків.
Всесвітня організація охорони здоров'я опублікувала плакат, де демонструється стандартне миття рук та протирання рук у секторах охорони здоров'я. Проект інструкції з гігієни рук від цієї організацією можна знайти на її вебсайті, де він розміщений для публічного обговорення.
Всесвітня організація охорони здоров'я визначає «П'ять моментів», коли необхідно мити руки:
- перед доглядом за пацієнтом
- після контакту з навколишнім середовищем
- після контакту з кров'ю / рідинами організму
- перед асептичним завданням
- після догляду за пацієнтами.

Додавання до мила антисептичних хімічних речовин («медикаментозне» або «антимікробне» мило) додає мийному засобу мікробовбивчої дії, яка може бути бажаною перед проведенням хірургічного втручання або в умовах переважання стійких до антибіотиків організмів.
Для очищення рук перед хірургічною операцією необхідно мати кран, який можна включати і вимикати, не торкаючись його руками, хлоргексидин або йодин, стерильні рушники для сушіння рук після миття, стерильну щітку для чищення та інший стерильний інструмент для чищення під нігтями. Всі прикраси слід зняти. Ця процедура вимагає миття рук і передпліч до ліктя, як правило, 2–6 хвилин. Довше миття (10 хвилин) не потрібне. Під час полоскання вода з передпліч не повинна стікати назад до рук. Після закінчення миття рук руки висушують стерильною тканиною і надягають хірургічний халат.
У 2009 році фахівці Міністерства охорони здоров'я та Національної академії медичних наук України були розроблені Методичні рекомендації «Хірургічна та гігієнічна обробка рук медичного персоналу», а Наказом МОЗ № 798 документ був уведений у дію.

### Ефективність у лікувальних закладах
Щоб зменшити поширення мікробів, краще вимити руки або використовувати антисептик для рук до та після обслуговування хворої людини.

### Всесвітній день миття рук
Всесвітній день гігієни рук (World Hand Hygiene Day) проводиться Всесвітньою організацією охорони здоров'я щороку 5 травня. Заходи, що проводяться цього дня, спрямовані на досягнення мети підтримки глобального профілю важливості гігієни рук у охороні здоров'я та об'єднання людей заради підтримки покращення гігієни рук у всьому світі.

## Історія
Важливість миття рук для здоров’я людини – особливо для людей у вразливих обставинах, таких як породілля або поранені солдати в лікарнях – вперше була досліджена в середині 19-го століття двома піонерами гігієни: угорським лікарем Ігнацем Земмельвайсом та англійською медичною сестрою Флоренс Найтінгейл.
Акушер-гінеколог Ігнац Земмельвейс, який працював у Відні, відкрив, що знезараження рук зменшує летальність серед жінок і новонароджених більш ніж усемеро. У той час більшість людей все ще вірили, що інфекції були викликані неприємними запахами, які називали міазмами. Навіть наукова медична спільнота критично поставилася до відкриття Земмельвайса: його вигнали з лікарні, в якій він працював, а внаслідок цькування він провів останні роки свого життя в психіатричній лікарні.
У 1980-х роках спалахи харчових інфекцій змусили Центри з контролю та профілактики захворювань США активніше пропагувати гігієну рук як важливий спосіб запобігання поширенню інфекцій. Спалах свинячого грипу в 2009 році та пандемія COVID-19 у 2020 році призвели до підвищення обізнаності в багатьох країнах про важливість миття рук з милом для захисту від таких інфекційних захворювань. Дослідження показують, що пандемія COVID змінила соціальні норми щодо миття рук, зробивши його більш поширеним у всьому світі.